# Баур, Фердинанд Кристиан
Фердинанд Кристиан Баур (нем. Ferdinand Christian Baur, 21 июня 1792 — 2 декабря 1860) — немецкий протестантский богослов, основоположник тюбингенской школы.

## Биография
Фердинанд Кристиан Баур родился 21 июня 1792 года недалеко от Штутгарта в семье пастора.
Окончил Тюбингенский университет и пробыв некоторое время приходским пастором, он в 1817 году сделался профессором семинарии в Блаубейрене и здесь издал «Symbolic und Mithologie oder die Naturreligion des Altertums». Затем стал преподавать теологию в альма-матер. Испытал влияние Шлейермахера и Гегеля.
Баур открыл противоборство в Новом Завете двух течений петринизма (иудео-христианства, представленное лидером апостольской общины Петром и выраженное в Послании Иакова и Апокалипсисе) и паулинизма (антииудейской трактовки христианского учения, представленного Павлом Тарсийским). Примирение между ними произошло только во II веке, когда и был составлен Новый Завет. Таким образом, развитие христианства проходит три диалектические стадии развития: петринизм (тезис) — паулинизм (антитезис) — католицизм (синтез). Самым ранним Евангелием он считал Евангелие от Матфея.